# Ell (Lussemburgo)
Ell è un comune del Lussemburgo occidentale che si trova vicino al confine con il Belgio. Si trova nel cantone di Redange e nel distretto di Diekirch.
Nel 2005, la città di Ell, il capoluogo del comune che si trova nella parte sud-orientale del suo territorio, aveva una popolazione di 340 abitanti. Le altre località del comune sono Colpach-Bas, Colpach-Haut e Roodt.